# Borszcziwka (obwód wołyński)
Borszcziwka (ukr. Борщівка) – wieś na Ukrainie, w obwodzie wołyńskim, w rejonie kowelskim. W 2024 roku liczyła 103 mieszkańców.